# Wolgodonsk (Schiff)
Die Wolgodonsk (russisch Волгодонск) ist eine Korvette des Projekt 21630 (Bujan-Klasse) der Russischen Marine, das seit 2006 in Dienst steht.

## Geschichte
Die spätere Wolgodonsk, benannt nach der südrussischen Stadt Wolgodonsk, wurde am 25. Februar 2005 bei der Schiffswerft Almas in Sankt Petersburg auf Kiel gelegt. Der Stapellauf erfolgte am 6. Mai 2011 und die Indienststellung 20. Dezember 2011. Das Boot gehört zur Kaspischen Flottille der russischen Marine.
Aufgrund ihrer verspäteten Auslieferung musste die Wolgodonsk jedoch in der Marinebasis der Baltischen Flotte in Baltijsk überwintern, bevor sie nach ihrer Überführung am 24. Juli 2012 offiziell in den Bestand der Kaspischen Flottille übernommen wurde.